# All Singing, All Dancing
All Singing, All Dancing, llamado Todo canciones, todo bailes en España y Todos cantan, todos bailan en Hispanoamérica, es un episodio perteneciente a la novena temporada de la serie animada Los Simpson, estrenado originalmente en la cadena Fox el 4 de enero de 1998. En el episodio, el cuarto refrito de la serie, Homer dice que odia cantar, por lo que Marge le muestra cintas de números musicales de las temporadas anteriores. El material original fue dirigido por Mark Ervin y fue el primer episodio escrito por Steve O'Donnell. El productor ejecutivo fue David Mirkin, y las estrellas invitadas fueron George Harrison, Patrick Stewart y Phil Hartman, aunque sus voces aparecen en los clips y ninguno de ellos grabó material original para el episodio.
Sin embargo para Hispanoamérica y en España todas las canciones fueron dobladas.

## Sinopsis
Todo comienza cuando Homer alquila la película "Pintar tu carro". Él y Bart esperaban ver un western violento con Lee Marvin, como protagonista, además de Clint Eastwood como actor; sin embargo, resulta ser un musical. Esto causa que Homer saque la cinta y diga que odia las canciones, pero Marge le recuerda que él canta muy frecuentemente. 
Luego, todos comienzan a cantar y a ver videos de viejas canciones de otros episodios. Las canciones que se oyen son: 
- "Baby on Board" de Homer's Barbershop Quartet;
- "We Put the Spring in Springfield" de Bart After Dark;
- "Springfield, Springfield" de Boy-Scoutz N the Hood;
- "Who Needs the Kwik-E-Mart?" de Homer and Apu;
- La versión de Krusty el payaso de "Send In the Clowns" de Krusty Gets Kancelled;
- "See My Vest" de Two Dozen and One Greyhounds;
- "The Monorail Song" de Marge vs. the Monorail;
- "In the Garden of Eden" (en realidad, es In-A-Gadda-Da-Vida de Iron Butterfly) de Bart Sells His Soul;
- "We Do" de Homer the Great. Varias de las canciones están entre las más populares de la serie,[3] "Who Needs The Kwik-E-Mart?", y "We Do" habían sido nominadas como mejor canción para los Premios Emmy y "We Put the Spring in Springfield" ganó el premio en 1997.[4]

Las canciones de la familia hacen que Snake, molesto, entre en la casa, y en varias ocasiones trata de matarlos. En los créditos, la voz de Snake puede ser oída mientras trata de parar la música.

## Producción
El episodio es el cuarto y penúltimo especial de refritos de Los Simpson. Fue armado por Steve O'Donnell, quien escribió este episodio y The Joy of Sect (el cual, en orden de producción, precedió a este episodio). El productor ejecutivo David Mirkin detesta hacer especiales de refritos y dijo "no los haríamos si pudiésemos elegir", tal como dicen al final del episodio. El episodio tuvo problemas con los censores, ya que éstos objetaron que Snake la apuntase con un arma a Maggie. Debido a esto, "All Singing, All Dancing" es uno de los pocos episodios clasificados como clase G.
En Latinoamérica, es el primer episodio de Claudia Motta doblando a Bart Simpson debido a que Marina Huerta renuncia por razones salariales. También, debido a que las canciones en las temporadas pasadas nunca fueron interpretadas hasta aquí, fueron dobladas e incluidas solo para este episodio (aunque en el episodio Marge contra el monorriel sí fue doblada la canción del monorriel, pero con notorias fallas en la adaptación) y sus escenas fueron redobladas, cambiadas en el libreto y de actores de doblaje. 
Este episodio marca un hito en el doblaje hispanoamericano de la serie, ya que muchas canciones sin contar con algunos que no se doblarían serían interpretadas.